# Dekanat świecki
Dekanat Świecie nad Wisłą – jeden z 30 dekanatów w rzymskokatolickiej diecezji pelplińskiej.

## Parafie
W skład dekanatu wchodzi 9 parafii:
- parafia św. Jana Chrzciciela – Gruczno
- parafia św. Wawrzyńca – Przysiersk
- parafia św. Barbary – Sartowice
- parafia Chrystusa Króla – Świecie
- parafia Matki Bożej Częstochowskiej i św. Stanisława – Świecie
- parafia Niepokalanego Poczęcia Najświętszej Maryi Panny – Świecie
- parafia św. Andrzeja Boboli – Świecie
- parafia św. Józefa – Świecie
- parafia Nawiedzenia Najświętszej Maryi Panny – Topolno

## Sąsiednie dekanaty
Bydgoszcz V (diec. bydgoska), Chełmno (diec. toruńska), Grudziądz II (diec. toruńska), Jeżewo, Koronowo, Lubiewo, Nowe nad Wisłą, Unisław Pomorski (diec. toruńska).